# Skal en Mand tilgive?
Skal en Mand tilgive? er en amerikansk stumfilm fra 1919 af Raoul Walsh.

## Medvirkende
- Miriam Cooper som Ruth Fulton
- Beatrice Beckley som Mary Carroll
- Eric Mayne som John Carroll
- Vincent Coleman
- Lyster Chambers som Rogue